# Tremmell Darden
Tremmell Lequincy Dushun Darden Sr. (Inglewood, 17 december 1981) is een Amerikaans basketballer.

## Carrière
Darden speelde collegebasketbal voor de Niagara Purple Eagles van 2000 tot 2004. In 2004 trok hij naar de Turkse competitie en tekende bij Erdemir Spor Kulübü waar hij een seizoen speelde. Het seizoen 2005/06 speelde hij bij Basket Groot Leuven. Het seizoen erop tekende hij bij reeksgenoot Spirou Charleroi waarmee hij twee seizoenen speelde en landskampioen werd. In het seizoen 2008/09 speelde hij bij de South Dragons in de Australische competitie en landskampioen werd.
Het seizoen erop trok hij naar de Franse eerste klasse bij SIG Strasbourg waar hij een seizoen speelde. Hij maakte voor het seizoen 2010/11 de overstap naar reeksgenoot SLUC Nancy. Hij tekende in 2011 voor Baloncesto Málaga waar hij een seizoen speelde in de Spaanse eerste klasse. In 2012 tekende hij bij KK Žalgiris Kaunas waarmee hij ook in de EuroLeague uitkwam. Daarna kwam hij uit voor het Spaanse Real Madrid Baloncesto sinds maart 2013 waarmee hij de Spaanse landstitel, supercup en beker won.
In 2014 tekende hij bij Olympiakos Piraeus waarmee hij in 2015 de landstitel won. In het seizoen 2015/16 speelde hij voor Beşiktaş JK in de Turkse competitie en de EuroLeague. In het seizoen 2016/17 speelde hij voor Pallacanestro Cantù in de Italiaanse eerste klasse. Door een blessure miste hij het eerste gedeelte van het seizoen 2017/18. In februari 2018 tekende hij bij de Belgische eersteklasser Antwerp Giants en maakte daar het seizoen rond.
Van 2018 tot 2020 speelde hij in de Duitse eerste klasse bij Mitteldeutscher BC. Na twee seizoenen verliet hij de club voor reeksgenoot Riesen Ludwigsburg waar hij ook twee seizoenen speelde. Na twee jaar trok hij terug naar Mitteldeutscher BC in 2022, in december kondigde hij aan dat hij waarschijnlijk zou stoppen met spelen tenzij hij met zijn toen 16-jarige zoon nog ergens zou kunnen samenspelen.
In het voorseizoen tekende hij bij FC Bayern München als trainingsspeler. In januari 2024 tekende hij opnieuw in de Duitse competitie ditmaal bij Crailsheim Merlins.

## Erelijst
- Belgisch landskampioen: 2007, 2008
- Australisch landskampioen: 2009
- Frans landskampioen: 2011
- Litouwse Supercup: 2012
- Spaans landskampioen: 2013
- Spaans Supercup: 2013
- Spaans bekerwinnaar: 2014
- Grieks landskampioen: 2015